# FK Olimpia Volgograd
Maillots
L'Olimpia Volgograd (en russe : «Олимпия» Волгоград) est un ancien club russe de football basé à Volgograd.

## Historique
Le club, fondé en 1989, a un statut professionnel de 2000 à 2008 puis de 2012 à 2014.

## Bilan sportif

### Classements en championnat
La frise ci-dessous résume les classements successifs du club en championnat.

### Bilan par saison
| Saison    | Championnat  | Championnat | Championnat | Championnat | Championnat | Championnat | Championnat | Championnat | Championnat | Championnat | Coupe de Russie     |
| Saison    | Division     | Pos         | Pts         | J           | V           | N           | D           | BP          | BC          | Diff        | Coupe de Russie     |
| --------- | ------------ | ----------- | ----------- | ----------- | ----------- | ----------- | ----------- | ----------- | ----------- | ----------- | ------------------- |
| 1998      | 4e Sud       | 7e          | 32          | 24          | 10          | 2           | 12          | 31          | 38          | -7          | —                   |
| 1999      | 4e Sud       | 2e          | 77          | 30          | 25          | 2           | 3           | 108         | 16          | +92         | —                   |
| 2000      | 3e Povoljié  | 10e         | 46          | 34          | 13          | 7           | 14          | 61          | 56          | +5          | —                   |
| 2001      | 3e Povoljié  | 3e          | 72          | 34          | 22          | 6           | 6           | 57          | 23          | +34         | Troisième tour      |
| 2002      | 3e Povoljié  | 3e          | 56          | 30          | 16          | 8           | 6           | 64          | 39          | +25         | Deuxième tour       |
| 2003      | 3e Sud       | 2e          | 77          | 38          | 22          | 11          | 5           | 67          | 34          | +33         | Troisième tour      |
| 2004      | 3e Sud       | 5e          | 55          | 32          | 15          | 10          | 7           | 55          | 29          | +26         | Deuxième tour       |
| 2005      | 3e Sud       | 4e          | 45          | 24          | 13          | 6           | 5           | 54          | 27          | +27         | Seizièmes de finale |
| 2006      | 3e Sud       | 5e          | 63          | 32          | 20          | 3           | 9           | 57          | 32          | +25         | Cinquième tour      |
| 2007      | 3e Sud       | 10e         | 33          | 28          | 9           | 6           | 13          | 30          | 46          | -16         | Cinquième tour      |
| 2008      | 3e Sud       | 4e          | 71          | 34          | 22          | 5           | 7           | 71          | 31          | +40         | Troisième tour      |
| 2009      | 5e Volgograd | 9e          | 27          | 24          | 7           | 6           | 11          | 49          | 39          | +10         | Troisième tour      |
| 2010      | 5e Volgograd | 1er         | 48          | 18          | 16          | 0           | 2           | 63          | 7           | +56         | —                   |
| 2011      | 5e Volgograd | 7e          | 21          | 18          | 6           | 3           | 9           | 33          | 33          | 0           | —                   |
| 2012-2013 | 3e Sud       | 15e         | 24          | 32          | 6           | 6           | 20          | 25          | 55          | -30         | Deuxième tour       |
| 2013-2014 | 3e Sud       | 4e          | 58          | 34          | 17          | 7           | 10          | 51          | 35          | +16         | Premier tour        |
| 2015      | 5e Volgograd | 3e          | 48          | 22          | 15          | 2           | 5           | 86          | 30          | +56         | —                   |
| 2016      | 5e Volgograd | 8e          | 11-9        | 18          | 6           | 2           | 10          | 25          | 71          | -46         | —                   |
| 2017      | 5e Volgograd | 2e          | 30          | 16          | 9           | 3           | 4           | 44          | 23          | +21         | —                   |

Légende
- Promotion en division supérieure
- Relégation en division inférieure

## Palmarès
- Championnat de Russie de football D3
  - Vice-champion : 2003 (groupe Sud)